# Alfred Dauvergne
Pour les articles homonymes, voir Dauvergne.
Alfred Dauvergne est un architecte français, né le 15 août 1824 à Challans (Vendée), et mort le 13 avril 1885 au Pêchereau (Indre). Il est enterré à Tendu (Indre),.

## Biographie
Louis, Henry, Alfred Dauvergne, prénommé dans la vie courante, Alfred, entre à l'École des beaux-arts de Paris en octobre 1847. Il y étudie au sein de l'atelier d'Abel Blouet, architecte qui acheva l'Arc de triomphe de l'Étoile. 
Il épouse en 1846 Radegonde Bourdesol, dont le père était originaire de Châteauroux et dont la mère était native d'Argenton-sur-Creuse. Le 1er juillet 1851, à 26 ans, il est nommé architecte départemental de l'Indre par arrêté préfectoral. À cette date, il est déjà l’auteur d'un projet de palais de justice pour la ville de Châteauroux. Le 1er février  1866, il est aussi nommé architecte de la ville de Châteauroux.
Dans son état de services rédigé en 1876, il fait le décompte de ses interventions dans les bâtiments civils et religieux. Il a « construit à neuf 31 églises ou grandes chapelles publiques, 24 presbytères (...) réparé, restauré ou agrandi 103 églises de l'Indre » (qui compte alors quelque 250 communes) ! Il est l'architecte privilégié de la famille Balsan ; en plus de la manufacture, il fait aussi les plans de l'église de Lagamas, dans le Languedoc-Roussillon, village d'origine de la famille.
En 1884, il se retire au domaine des Thibauds (Le Pêchereau), et laisse sa place à son premier fils, l'architecte Henry Dauvergne.
Son deuxième fils, Louis Dauvergne, également architecte, a fait une carrière internationale et notamment à Paris.

## Principales réalisations

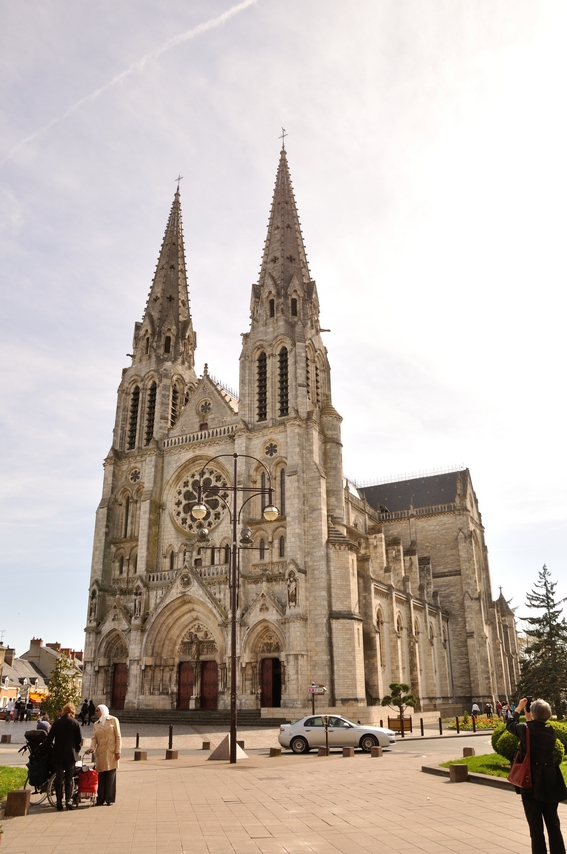
Église Saint-André, Châteauroux (Indre).

### Département de l'Indre

#### Commandes publiques
- 1852-1855 : restauration de l'église du couvent des Récollets du Blanc, dédiée à Notre-Dame de l'Assomption,
- il construit aussi une prison au Blanc,
- à partir de 1857, il restaure et transforme l'église Saint-Génitour de l'ancien prieuré bénédictin du Blanc,
- il construit la sous-préfecture d'Issoudun
- 1861 : construction de l'église Notre-Dame de Fontguenand,
- 1866 : reconstruction de la chapelle Notre-Dame de Vaudouan à Briantes, sous le ministère de l'abbé Semelet,
- 1877-1878 : reconstruction de l'église Saint-Martin de Concremiers,
- 1880-1883 : construction du palais de justice du Blanc dont Alfred Dauvergne avait livré les plans dès 1868. Il construit également les palais de justice d'Issoudun et de La Châtre.

#### Châteauroux
Alfred Dauvergne est l'architecte de la plupart des bâtiments publics et d'ouvrages importants construits durant entre 1850 et 1880 et qui jalonnent aujourd'hui encore l'urbanisme castelroussin :
- 1850-1861 : construction du Palais de justice.
- 1853-1861 : construction de la Manufacture des tabacs, en collaboration avec Eugène Rolland (1812-1885) qui devint directeur général des manufactures de l'État[5].
- 1859-1869 : construction de l'usine Balsan et appropriation de l'ancienne manufacture du Parc[6].
- 1863-1865 : rénovation de l'Hôtel de ville qui avait été réalisé par l'architecte Pierre Murison.
- 1870-1873 : construction de l'école Normale d'instituteurs.
- 1871-1874 : construction du temple protestant.
- 1872-1875 : construction de la caserne Bertrand.
- 1869-1876 : construction de l'église Saint-André.
- 1876-1882 : construction de l'église Notre-Dame.

Il intervient aussi pour restaurer des bâtiments classés à Châteauroux :
- 1854-1855 : restauration de la chapelle Saint-Martin.
- 1879-1884 : restauration de château Raoul, propriété du département. Cette restauration a été terminée à la veille de la Première Guerre mondiale par son fils,  Henry.

#### Commande privée
- Au début des années 1860, Alfred Dauvergne travaille pour le marquis Antoine Albert Taupinart de Tilière (1812-1890) à moderniser le vieux château de Chazelet datant du XVe siècle. Le château était entouré de douves. Pour permettre d'atteindre plus facilement un puits, M. Taupinart demanda à l'architecte de concevoir un pont supplémentaire pour les franchir. L'architecte proposa de réaliser un pont métallique, mais le propriétaire choisit de le faire réaliser en ciment armé dont Joseph Monier (1823-1906) venait de déposer un brevet d'invention. Monier vint donc en 1875 réaliser le premier pont en ciment armé jamais réalisé dans le parc du château de Chazelet, près de Saint-Benoît-du-Sault,
- À partir de 1870, il effectue d'importantes transformations du château de Bouges pour son propriétaire Henri Dufour[7].
- Vers 1860 il construit le Château Poséidon à Varennes-sur-Fouzon, en style neo-renaissance.

### France
Il intervient sur de nombreux bâtiments dans le département du Cher , et tout particulièrement dans la commune de Sidiailles où il a construit l'église, la mairie-école de garçons et l'école de filles ainsi que le presbytère du village.
Jusqu'à son décès, il conduit les débuts de la construction de l'église Saint-Pierre de Neuilly-sur-Seine, achevée par son fils Louis.

## Distinctions
- Chevalier de la Légion d'honneur (1876).

## Réception critique
Pour expliquer le succès d'Alfred Dauvergne et la quantité incroyable de constructions et rénovations qu'il a réalisées, on peut citer Marc du Pouget, directeur des archives départementales de l’Indre, quand il parle du Second Empire comme une période de prospérité agricole et industrielle pour l'Indre :

« Un architecte sut répondre aux besoins des propriétaires qui voulaient restaurer ou reconstruire leur château, en suivant le nouveau goût néo-médiéval, avec en plus le confort des vastes baies, le chauffage et la salle de bains, dans la lignée du rationalisme de Viollet-le-Duc : Alfred Dauvergne, continué par son fils Henri. Jeune Vendéen ayant fait ses études d'architecture à Paris, fixé dans l’Indre par son mariage, architecte départemental à partir de 1851, il bénéficia du programme de travaux publics réalisés sous le Second Empire. Il fit de Châteauroux une capitale, avec ses églises, ses places, ses avenues, son palais de Justice. Ces succès lui valurent de nombreuses commandes privées, attestées par ses archives. [...] Là où l'architecte a obtenu les moyens, il a créé une œuvre de qualité. »

## Hommages
- Un monument funéraire lui a été érigé par souscription dans l'église Saint-André de Châteauroux, son œuvre principale[9]. Sur sa tombe au cimetière de Tendu figurent deux médaillons représentant ses deux œuvres majeures, l'église néo-gothique de Saint-André, et l'église néo-romane Notre-Dame, qu'il avait toutes deux érigées à Châteauroux[3].
- En 2024, à l’occasion du 200e anniversaire de sa naissance, les communes de La Châtre et Sainte-Sévère, dans l’Indre, organisent tout au long de l’année des visites commentées d’édifices construits ou restaurés par l’architecte ou par ses fils[10]. Cinq expositions sont organisées dans différentes institutions culturelles du département de l’Indre,[11].

### Articles
- Olivier Prisset, « Des capes et du drap : conception de deux manufactures au fil des papiers de leur architecte (1857-1869) », Profils, 3, 2021 p. 58-71.
- Olivier Prisset, « Les grandes fortunes du cabinet Dauvergne (1850-1919), des conditions du monopole aux limites d’un modèle économique », Livraisons d’Histoire de l’Architecture, 41, juin 2021, article en ligne.
- « Qui sont les Dauvergne ? », Archives départementales de l'Indre.

### Ouvrage
- Christine Méry-Barnabé, Célèbres en Berry, Saint-Cyr-sur-Loire, Alan Sutton, coll. « Provinces mosaïques », 2006, 253 p. (ISBN 978-2-84910-358-6, BNF 40151269), p. 122-124.

### Thèse
- Olivier Prisset, Alfred, Henry et Louis Dauvergne (1824-1937) : Expansion et réussite familiale d’une agence d’architectes, thèse de doctorat en histoire de l’art contemporain sous la direction de Jean-Baptiste Minnaert, université de Tours, 2021[12].